# Hunt Stromberg
Hunt Stromberg est un producteur, réalisateur et scénariste américain, né à Louisville (Kentucky,  États-Unis) le 12 juillet 1894, décédé à Santa Monica (Californie, États-Unis) le 23 août 1968.

## Biographie
Hunt Stromberg est le producteur (parfois exécutif) de soixante-douze films américains, de 1922 à 1951  — année où il se retire —, d'abord en indépendant, puis au sein de la Metro-Goldwyn-Mayer (MGM) entre 1925 et 1942, enfin à nouveau en indépendant.
Durant sa période MGM, où il collabore notamment avec Louis B. Mayer et Irving Thalberg, il produit bon nombre de films bien connus (voir la liste sélective ci-dessous), dont plusieurs de la série cinématographique consacrée au détective Nick Charles (joué par William Powell) et à son épouse Nora (interprétée par Myrna Loy), réalisés par W. S. Van Dyke — le premier étant L'Introuvable (1932) —. Parmi les autres réalisateurs avec lesquels il travaille à plusieurs reprises, citons Clarence Brown, Jack Conway, George Cukor, Victor Fleming et Robert Z. Leonard.
Hunt Stromberg est lui-même réalisateur de treize films muets (la plupart sont des courts métrages dont il est également producteur) de 1922 à 1925 et, en outre, scénariste de quatre films.

## Filmographie partielle

### Comme producteur
- 1921 : The Foolish Age de William A. Seiter
- 1922 : Boy Crazy de William A. Seiter
- 1924 : La Danseuse du Caire (A Cafe in Cairo) de Chester Withey
- 1928 : Ombres blanches (White Shadows in the South Seas) de W. S. Van Dyke et Robert J. Flaherty
- 1928 : Les Nouvelles Vierges (Our dancing daughters), de Harry Beaumont
- 1929 : Loin vers l'est (Where East is East) de Tod Browning
- 1929 : Jeunes filles modernes (Our Modern Maidens) de Jack Conway
- 1929 : Tonnerre (Thunder) de William Nigh
- 1931 : Son of India de Jacques Feyder
- 1932 : La Bête de la cité (The Beast of the City) de Charles Brabin
- 1932 : La Belle de Saïgon (Red Dust) de Victor Fleming
- 1932 : Captive (Letty Lynton) de Clarence Brown
- 1933 : Mademoiselle volcan (Bombshell) de Victor Fleming
- 1933 : Danseuse étoile (Stage Mother) de Charles Brabin
- 1933 : Un cœur, deux poings (The Prizefighter and the Lady) d'Howard Hawks et W. S. Van Dyke
- 1933 : Eskimo de W. S. Van Dyke
- 1934 : L'Introuvable (The Thin Man) de W. S. Van Dyke
- 1934 : L'Île au trésor (Treasure Island) de Victor Fleming
- 1934 : Le Voile des illusions (The Painted Veil) de Richard Boleslawski
- 1934 : La Passagère (Chained) de Clarence Brown
- 1935 : La Fugue de Mariette (Naughty Marietta) de Robert Z. Leonard et W. S. Van Dyke
- 1936 : Le Grand Ziegfeld (The Great Ziegfeld) de Robert Z. Leonard
- 1936 : Nick, gentleman détective (After the Thin Man) de W. S. Van Dyke
- 1936 : La Petite Provinciale (Small Town Girl) de William A. Wellman et Robert Z. Leonard
- 1936 : Rose-Marie de W. S. Van Dyke
- 1936 : Sa femme et sa secrétaire (Wife vs. Secretary) de Clarence Brown
- 1937 : La Force des ténèbres (Night must fall) de Richard Thorpe
- 1937 : Le Chant du printemps (Maytime) de Robert Z. Leonard
- 1938 : Marie-Antoinette (Marie Antoinette) de W. S. Van Dyke
- 1938 : Amants (Sweethearts) de W. S. Van Dyke
- 1939 : La Ronde des pantins (Idiot’s Delight) de Clarence Brown
- 1939 : Femmes (The Women) de George Cukor
- 1939 : Nick joue et gagne (Another Thin Man) de W. S. Van Dyke
- 1940 : Suzanne et ses idées (Susan and God) de George Cukor
- 1940 : Le Grand Passage (Northwest Passage) de King Vidor
- 1940 : Orgueil et Préjugés (Pride and Prejudice) de Robert Z. Leonard
- 1941 : L'Ombre de l'Introuvable (Shadow of the Thin Man) de W. S. Van Dyke
- 1941 : L'aventure commence à Bombay (They met in Bombay) de Clarence Brown
- 1943 : L'Étrangleur (Lady of Burlesque) de William A. Wellman
- 1946 : Le Démon de la chair (The Strange Woman) d'Edgar George Ulmer
- 1947 : La Femme déshonorée (Dishonored Lady) de Robert Stevenson
- 1949 : La Tigresse (Too Late for Tears) de Byron Haskin
- 1950 : De minuit à l'aube (Between Midnight and Dawn) de Gordon Douglas
- 1951 : L'Épée de Monte Cristo (Mask of the Avenger) de Phil Karlson

### Comme réalisateur (intégrale)
- 1922 : Glad Days (court métrage - CM - ; + producteur - P -)
- 1922 : The Punctured Prince, coréalisé par Hugh Fay (CM ; + P)
- 1922 : A Ladies Man (CM ; + P)
- 1923 : Rob 'Em Good (CM ; + P)
- 1923 : The Two Twins (CM ; + P)
- 1923 : Snowed Under (CM ; + P)
- 1923 : High Society (CM ; + P)
- 1923 : One Wild Day (CM ; + P)
- 1923 : Breaking into Society (+ P)
- 1924 : A Tour of the Thomas Ince Studio (CM documentaire)
- 1924 : À travers la tempête (The Fire Patrol) (+ P)
- 1924 : The Siren of Seville, coréalisé par Jerome Storm
- 1925 : Paint and Powder

### Comme scénariste (intégrale)
- 1922 : Glad Rags d'Hugh Fay (CM)
- 1923 : Breaking into Society (+ réalisateur et producteur)
- 1925 : Soft Shoes de Lloyd Ingraham
- 1946 : Le Démon de la chair (The Strange Woman) d'Edgar George Ulmer